# Robertus cardesensis
Robertus cardesensis là một loài nhện trong họ Theridiidae.
Loài này thuộc chi Robertus. Robertus cardesensis được miêu tả năm 1959 bởi Dresco.